# Москальчук, Никита Андреевич
Никита Андреевич Москальчук (1902—1943) — подполковник Рабоче-крестьянской Красной Армии, участник Великой Отечественной войны, Герой Советского Союза (1944).

## Биография
Родился 20 октября 1902 года в селе Очеретня (ныне — Погребищенский район Винницкой области Украины). Окончил пять классов реального училища. В 1920 году призван на службу в Рабоче-крестьянскую Красную Армию. В 1927 году он окончил Киевскую школу командиров, в 1931 году — Московские бронетанковые командные курсы, в 1933 году — Московские курсы усовершенствования комсостава механизированных войск, в 1941 году — Военную академию имени Фрунзе. С марта 1942 года — на фронтах Великой Отечественной войны. Принимал участие в боях на Центральном, Воронежском и 1-м Украинском фронтах. Участвовал в Воронежско-Россошанской, Воронежско-Харьковской, Харьковской, Орловской и Букринской операциях. 
К ноябрю 1943 года гвардии подполковник Никита Москальчук был заместителем командира 54-й гвардейской танковой бригады 7-го гвардейского танкового корпуса 3-й гвардейской танковой армии 1-го Украинского фронта. Отличился во время Киевской наступательной операции.
С 4 ноября 1943 года во главе передовых частей бригады участвовал в освобождении Василькова Киевской области, первым ворвавшись в него. За десять последующих дней группа под командованием Никты Москальчука нанесла немецким войскам большие потери, уничтожив около 1000 солдат и офицеров, 300 автомашин, 25 танков, 30 артиллерийских орудий, а также захватила в плен около 600 вражеских солдат и офицеров. 14 ноября 1943 года в районе местечка Паволочь Попельнянского района Житомирской области Украинской ССР получил смертельное ранение, от которого вскоре скончался. 
Первоначально был похоронен в лесу к востоку от села Пивни, но после войны перезахоронен на Лукьяновском военном кладбище в Киеве.
Указом Президиума Верховного Совета СССР «О присвоении звания Героя Советского Союза генералам, офицерскому, сержантскому и рядовому составу Красной Армии» от 10 января 1944 года за «образцовое выполнение боевых заданий командования на фронте борьбы с немецко-фашистскими захватчиками и проявленные при этом отвагу и геройство» был удостоен посмертно высокого звания Героя Советского Союза.
Был также награждён орденом Красного Знамени.
В честь Москальчука названа улица в его родном селе.
Жена — Анастасия Никитична, в военное время проживала в Дегтярске Свердловской области.